# Peru i olympiska sommarspelen 1972
Peru deltog med 20 deltagare vid de olympiska sommarspelen 1972 i München. Ingen av landets deltagare erövrade någon medalj.

## Friidrott
- Fernando Acevedo
- María Luisa Vilca
- Edith Noeding